# Kerstin Engstrand
Kerstin Engstrand, född 1955, är en svensk journalist, fotograf och författare med trädgård, kultur, resor och konsumentfrågor som specialitet. 
Kerstin Engstrand har (2011) skrivit 14 böcker, och tagit bilder till flera andra. Kerstin Engstrands artiklar och bilder har också publicerats i brittisk press samt som enda svensk, har hennes bilder publicerats i The Royal Horticultural Society’s utställningskataloger för Chelsea Flower Show och Hampton Court Palace Flower Show.[källa behövs]
Engstrand fick 2006 det svenska Publishingpriset i klassen rikt illustrerade verk för boken ”Trädgårdsdesign för alla” (Prisma). 
Kerstin Engstrands engagemang mot mördarsniglar har bland annat resulterat i att hon citerats i riksdagsmotioner.[källa behövs] Fyra artiklar om H M Drottning Silvias trädgårdsintresse och engagemang i demensfrågor bär också Engstrands signatur.